# Großalsleben
Großalsleben is een plaats in de Duitse gemeente Gröningen in de Landkreis Börde in de deelstaat Saksen-Anhalt. De plaats telt 934 inwoners (1993).